# Ammern (Tübingen)

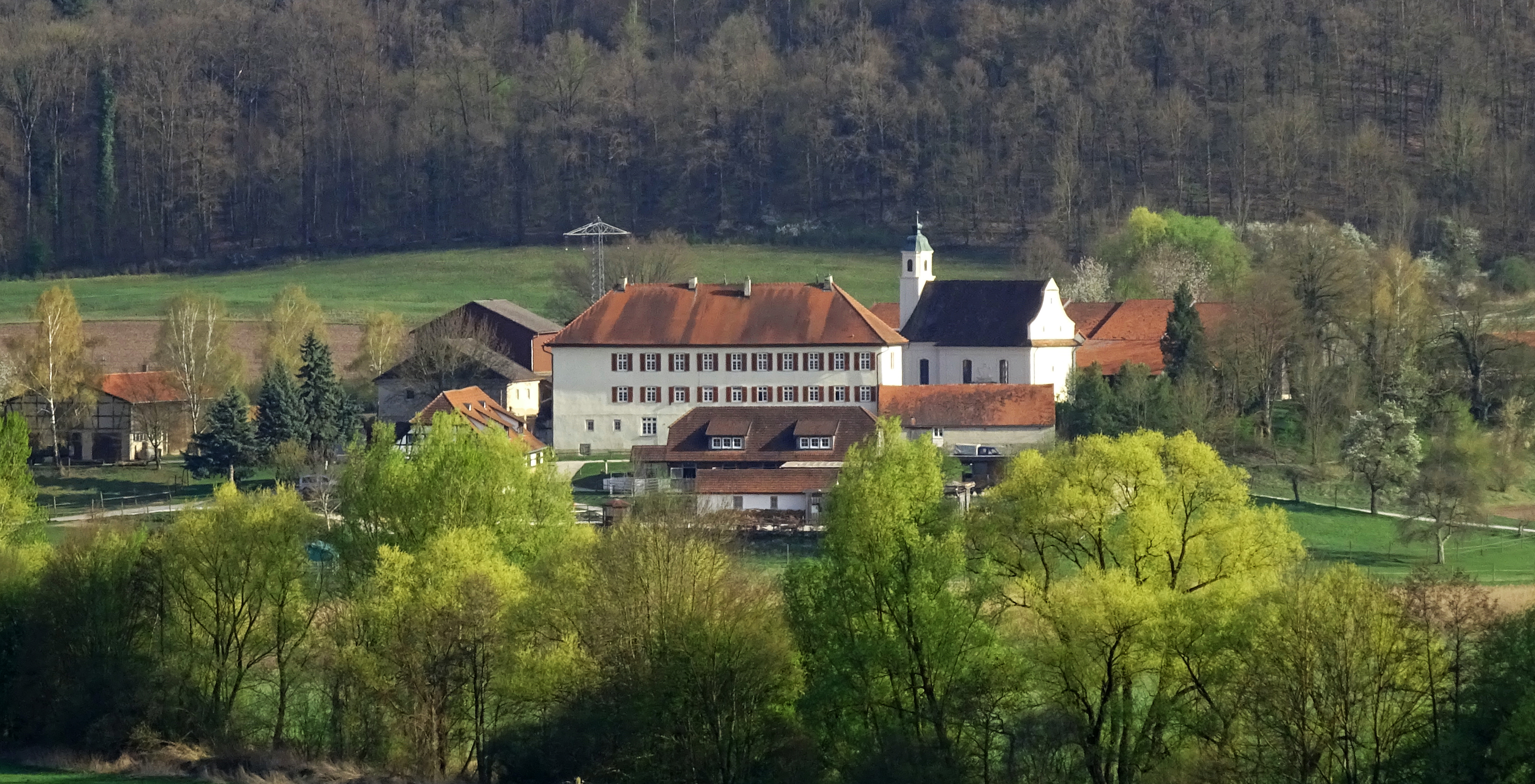
Der Ammerhof vom gegenüberliegenden Schönbuchhang aus gesehen

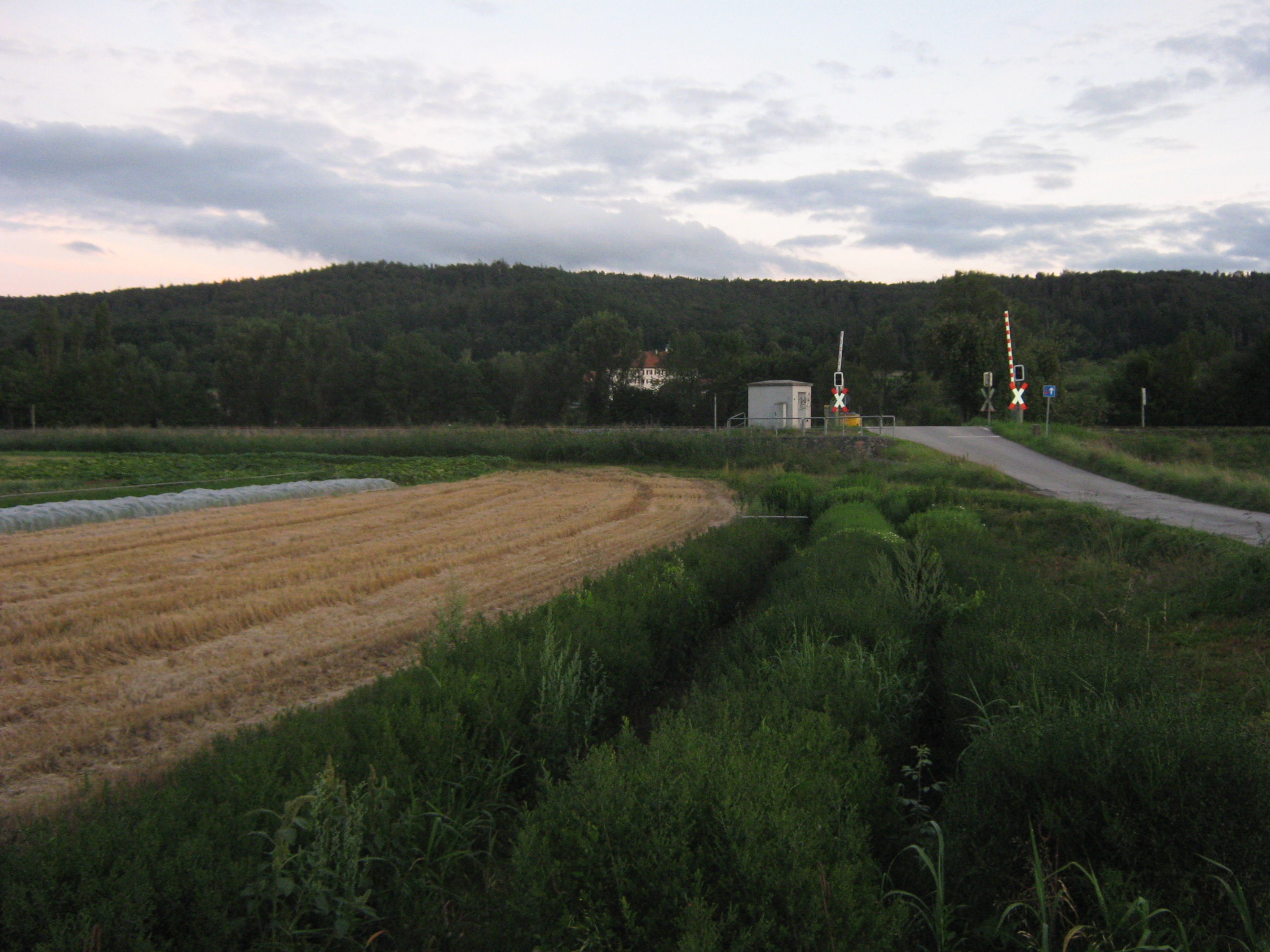
Gebäude des Hofguts Ammern in der Bildmitte, im Vordergrund das Landschaftsschutzgebiet Unteres Ammertal mit einem beschrankten Bahnübergang der Ammertalbahn. Im Hintergrund die bewaldeten Nordhänge des Landschaftsschutzgebietes Spitzberg

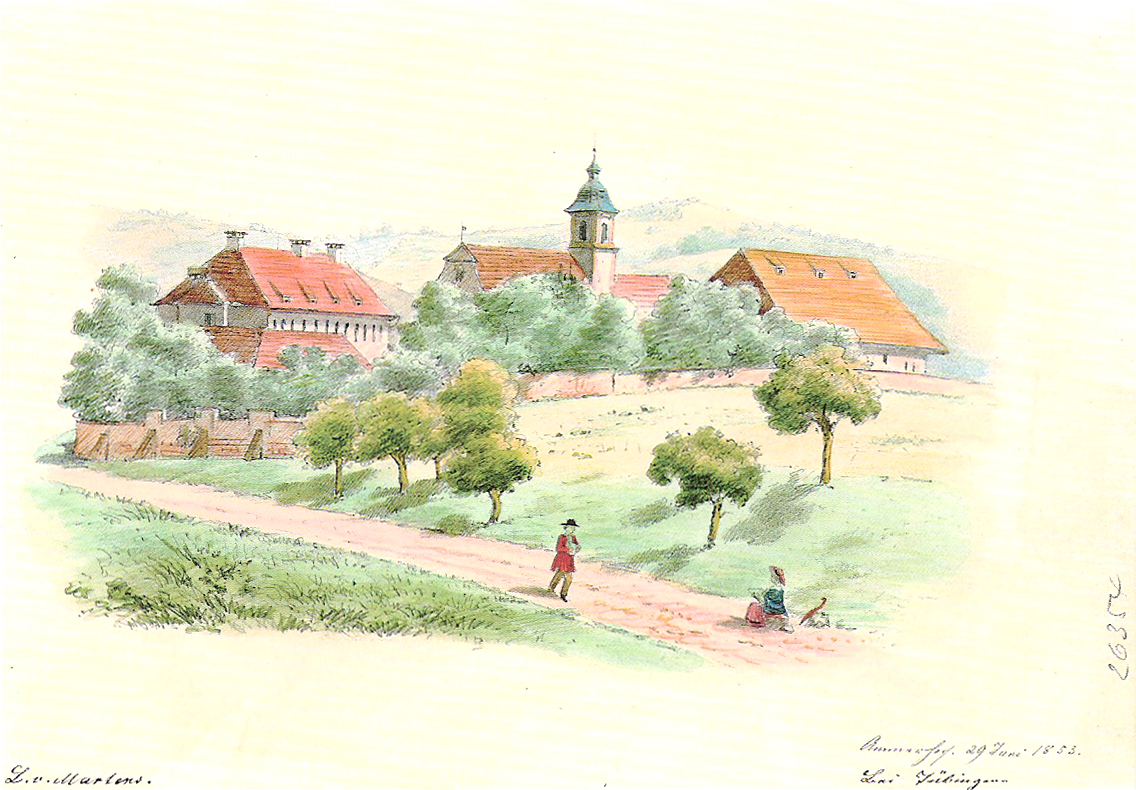
Ammerhof, Ansicht von Luise von Martens von 1853

Ammern ist ein ehemaliger Weiler an der Ammer westlich von Tübingen, von dem heute noch der Ammerhof mit der Ammerhofkapelle erhalten ist.

## Geschichte
Der Weiler, der zuerst als villa ambra benannt wurde, lag direkt an der alten Ost-West-Verbindung durch das Ammertal und bestand bereits im Mittelalter. Als die Pfalzgrafen von Tübingen im Jahr 1171 das Chorherrenstift Obermarchtal stifteten, zählte zu diesem auch das Gut mit dem Hof Ammern und der dort bereits seit dem Mittelalter befindlichen Kapelle. 1534 wurde in Württemberg die Reformation eingeführt, doch Ammern, weil es zu Obermarchtal gehörte, blieb katholisch. In der nachfolgenden Zeit war das der einzige Ort in der näheren Umgebung von Tübingen, wo man noch katholische Messen besuchen konnte. Das nutzten vor allem katholische Wanderhändler, die nah Tübingen kamen.
Im Jahr 1600 wurde unter Abt Riedgasser ein Neubau der Kapelle errichtet, der allerdings während des Dreißigjährigen Krieges beschädigt wurde. Ab 1707 befand sich in Ammern eine Statthalterei des Stiftes Obermarchtal. Zu der seit langem betriebenen Landwirtschaft kam seit 1708 eine Gastwirtschaft hinzu. Die beschädigte Kapelle wurde 1733 durch einen Neubau ersetzt. Unter Abt Edmund II., im Jahr 1765, wurde sie durch den Baumeister Tiberius Moosbrugger nochmals vergrößert. Im Jahr 1749 war in Ammern eine eigene katholische Pfarrei eingerichtet worden, die die Katholiken im weiten Umfeld des ansonsten protestantischen Tübingens betreute. Zugleich mit der abnehmenden Bedeutung der Kapelle für das Umland verschwand das Dorf Ammern allerdings allmählich.
Erst im Jahr 1803 kam Ammern im Laufe der Säkularisation von der Herrschaft Marchtal an den Fürsten von Thurn und Taxis. Im Jahr 1807 wurde die Pfarrei aufgehoben und mit der katholischen Stadtpfarrei von Tübingen vereinigt. Die Kapelle diente fortan als Heuschober. Nach weiteren Besitzerwechseln kam das Gut Ammern 1852 schließlich an die königlich-württembergische Hofkammer, verwaltungsmäßig gehörte das Gut seitdem zur Gemeinde Derendingen, mit welcher es 1934 nach Tübingen eingemeindet wurde. 1935 wurde die Teilgemeinde Ammern, 1978 die Markung Ammern aufgelöst. Früher besaß Ammern einen Haltepunkt an der Ammertalbahn, der ebenfalls aufgelöst wurde.
In den 1980er Jahren wurde die Ammerhofkapelle wieder restauriert und mit der Altarweihe durch den Weihbischof Bernhard Rieger am 17. Juni 1991 wieder als Kirche in Betrieb genommen. Die Kirche wird heute im Sommer für Samstagabendgottesdienste sowie für Andachten und Hochzeiten genutzt und ist der Pfarrei St. Johannes Tübingen zugeordnet.